# Reischeks kakariki
Reischeks kakariki (Cyanoramphus hochstetteri) is een vogel uit de familie Psittaculidae (papegaaien van de Oude Wereld). De Nederlandse naam verwijst naar de Oostenrijkse ornitholoog Andreas Reischek (1845-1902) die deze vogel in 1889 geldig heeft beschreven.

## Verspreiding en leefgebied
Deze soort is endemisch op de Antipodeneilanden, een groep van onherbergzame vulkanische eilanden ten zuiden van Nieuw-Zeeland.

## Status
De Reischeks kakariki komt niet als aparte soort voor op de lijst van het IUCN, maar is daar een ondersoort van de roodvoorhoofdkakariki (C. novaezelandiae hochstetteri).